# شکلات ترکیبی
شکلات ترکیبی یا «کمپوند شکلات» یک محصول است که از ترکیبی از کاکائو، چربی گیاهی و قند‌ساز استفاده می‌کند. این نوع شکلات به عنوان یک جایگزین با هزینه کمتر برای شکلات خالص استفاده می‌شود، زیرا از چربی‌های گیاهی سخت و ارزان‌تری مانند روغن نارگیل یا روغن هسته نخل به جای کره کاکائو گران‌تر استفاده می‌کند. در صورت استفاده از شکلات ترکیبی به عنوان پوشش شکلاتی برای آب نبات، ممکن است به عنوان «پوشش ترکیبی» یا «پوشش شکلاتی» نیز شناخته شود. اغلب در شکلات‌های ارزان قیمت برای جایگزینی شکلات روکش‌دار روی یک محصول استفاده می‌شود.
شکلات ترکیبی یا «کمپوند شکلات» یک محصول است که از ترکیبی از کاکائو، چربی گیاهی و قند‌ساز استفاده می‌کند. این نوع شکلات به عنوان یک جایگزین با هزینه کمتر برای شکلات خالص استفاده می‌شود، زیرا از چربی‌های گیاهی سخت و ارزان‌تری مانند روغن نارگیل یا روغن هسته نخل به جای کره کاکائو گران‌تر استفاده می‌کند. در صورت استفاده از شکلات ترکیبی به عنوان پوشش شکلاتی برای آب نبات، ممکن است به عنوان «پوشش ترکیبی» یا «پوشش شکلاتی» نیز شناخته شود. این نوع شکلات به‌طور معمول در نوارهای شکلاتی ارزان‌تر استفاده می‌شود تا شکلات پوشیده به عنوان یک محصول.
برای حفظ براقیت و پوشش در شکلات، باید کره کاکائو تمپر شود (حرارت ببیند). یک شکلات‌ساز با سرد کردن جرم شکلات زیر نقطه تنظیم آن، سپس باز گرم کردن آن به دمای بین ۳۱ و ۳۲ درجه سانتیگراد (۸۸ و ۹۰ درجه فارنهایت) برای شکلات شیری و بین ۳۲ و ۳۳ درجه سانتیگراد (۹۰ و ۹۱ درجه فارنهایت) برای شکلات تلخ، شکلات را تمپر می‌کند. اما پوشش‌های ترکیبی نیازی به تمپر ندارند. به جای آن، آنها به سادگی به دمای ۳ تا ۵ درجه سانتیگراد (۵ تا ۹ درجه فارنهایت) بالاتر از نقطه ذوب پوشش گرم می‌شوند.